# Liste der Nummer-eins-Hits in Frankreich (2025)
Diese Liste der Nummer-eins-Hits in Frankreich 2025 basiert auf den offiziellen Chartlisten des Syndicat National de l’édition Phonographique (SNEP), der französischen Landesgruppe der IFPI. Die Liste gibt die Nummer-eins-Platzierungen der Top Singles und der Top Albums wieder.

## Singles
| ← 2024 ← | Liste der Nummer-eins-Hits in Frankreich | Liste der Nummer-eins-Hits in Frankreich | Liste der Nummer-eins-Hits in Frankreich |                           |
| \| Zeitraum \| Wo. ges. \| Interpret \| Titel Autor(en) \| Zusätzliche Informationen \| \| (Zeitraum, Wochen auf Platz eins, Interpret, Titel, Autor[en], zusätzliche Informationen) \| \| \| \| \| \| ----------------------------------------------------------------------------------------- \| -------- \| --------------------------- \| --------------------------------------------------------------------------------------------------------------------------------------------------------------------------------------------------- \| ------------------------- \| \| 6. Dezember 2024 – 23. Januar 2025 7 Wochen \| 7 \| Gazo \| Nanani Nanana Boya Blunt, Joseph Dipita Ravoua Doumbe, Ibrahima Diakité \| – \| \| 24. Januar 2025 – 30. Januar 2025 1 Woche \| 1 \| Bad Bunny \| DTMF Benito Antonio Martínez Ocasio, Marco Daniel Borrero \| – \| \| 31. Januar 2025 – 13. März 2025 6 Wochen \| 6 \| Gims \| Ciel Amara Diaoune, François Teixeira Meireles, Gandhi Bilel Djuna \| – \| \| 14. März 2025 – 17. April 2025 5 Wochen (insgesamt 7) \| 7 \| Gims \| Ninao Gandhi Bilel Djuna, Max Auguste Daniel Fruchard \| – \| \| 18. April 2025 – 24. April 2025 1 Woche \| 1 \| Werenoi feat. Damso & Ninho \| Triple V Jeremy Desire Bana Owana, William Kalubi Mwamba, William Levi Nzobazola, Marvin Ossewon Landry Mayonzika Tshondo, Guillaume Adou Alassane Fofana, Léo Rodriguez Collinet, Yann Dossou-Yovo \| – \| \| 25. April 2025 – 1. Mai 2025 1 Woche (insgesamt 7) \| 7 \| Gims \| Ninao Gandhi Bilel Djuna, Max Auguste Daniel Fruchard \| – \| \| 2. Mai 2025 – 8. Mai 2025 1 Woche \| 1 \| Jul \| Phénoménal Pierre Roland, Stéphane Joseph Fernandez Garcia, Julien François Alain Mari \| – \| \| 9. Mai 2025 – 15. Mai 2025 1 Woche (insgesamt 7) \| 7 \| Gims \| Ninao Gandhi Bilel Djuna, Max Auguste Daniel Fruchard \| – \| \| 16. Mai 2025 – 26. Juni 2025 6 Wochen \| 6 \| Hamza \| Kyky2bondy Hamza Al-Farissi, Luca Mecozzi \| – \| \| 27. Juni 2025 – 17. Juli 2025 3 Wochen \| 3 \| Gims feat. Jul \| Air Force blanche Gandhi Bilel Djuna, Julien François Alain Mari, Max Auguste Daniel Fruchard \| – \| \| 18. Juli 2025 – 21. August 2025 5 Wochen \| 5 \| Bleu Soleil with Luiza \| Soleil bleu Antonin Parmentier, Nino Faerdig, Luiza Fernandes Viana \| – \| |                                          |                                          | |                           |
| ← 2024 |                                          |                                          | |                           |
| Zeitraum | Wo. ges.                                 | Interpret                                | Titel Autor(en) | Zusätzliche Informationen |
| (Zeitraum, Wochen auf Platz eins, Interpret, Titel, Autor[en], zusätzliche Informationen) |                                          |                                          | |                           |
| 6. Dezember 2024 – 23. Januar 2025 7 Wochen | 7                                        | Gazo                                     | Nanani Nanana Boya Blunt, Joseph Dipita Ravoua Doumbe, Ibrahima Diakité | –                         |
| 24. Januar 2025 – 30. Januar 2025 1 Woche | 1                                        | Bad Bunny                                | DTMF Benito Antonio Martínez Ocasio, Marco Daniel Borrero | –                         |
| 31. Januar 2025 – 13. März 2025 6 Wochen | 6                                        | Gims                                     | Ciel Amara Diaoune, François Teixeira Meireles, Gandhi Bilel Djuna | –                         |
| 14. März 2025 – 17. April 2025 5 Wochen (insgesamt 7) | 7                                        | Gims                                     | Ninao Gandhi Bilel Djuna, Max Auguste Daniel Fruchard | –                         |
| 18. April 2025 – 24. April 2025 1 Woche | 1                                        | Werenoi feat. Damso & Ninho              | Triple V Jeremy Desire Bana Owana, William Kalubi Mwamba, William Levi Nzobazola, Marvin Ossewon Landry Mayonzika Tshondo, Guillaume Adou Alassane Fofana, Léo Rodriguez Collinet, Yann Dossou-Yovo | –                         |
| 25. April 2025 – 1. Mai 2025 1 Woche (insgesamt 7) | 7                                        | Gims                                     | Ninao Gandhi Bilel Djuna, Max Auguste Daniel Fruchard | –                         |
| 2. Mai 2025 – 8. Mai 2025 1 Woche | 1                                        | Jul                                      | Phénoménal Pierre Roland, Stéphane Joseph Fernandez Garcia, Julien François Alain Mari | –                         |
| 9. Mai 2025 – 15. Mai 2025 1 Woche (insgesamt 7) | 7                                        | Gims                                     | Ninao Gandhi Bilel Djuna, Max Auguste Daniel Fruchard | –                         |
| 16. Mai 2025 – 26. Juni 2025 6 Wochen | 6                                        | Hamza                                    | Kyky2bondy Hamza Al-Farissi, Luca Mecozzi | –                         |
| 27. Juni 2025 – 17. Juli 2025 3 Wochen | 3                                        | Gims feat. Jul                           | Air Force blanche Gandhi Bilel Djuna, Julien François Alain Mari, Max Auguste Daniel Fruchard | –                         |
| 18. Juli 2025 – 21. August 2025 5 Wochen | 5                                        | Bleu Soleil with Luiza                   | Soleil bleu Antonin Parmentier, Nino Faerdig, Luiza Fernandes Viana | –                         |

## Alben
| ← 2024 ← | Liste der Nummer-eins-Hits in Frankreich | Liste der Nummer-eins-Hits in Frankreich | Liste der Nummer-eins-Hits in Frankreich | |
| \| Zeitraum \| Wo. ges. \| Interpret \| Titel \| Zusätzliche Informationen \| \| (Zeitraum, Wochen auf Platz eins, Interpret, Titel, zusätzliche Informationen) \| \| \| \| \| \| ------------------------------------------------------------------------------ \| -------- \| -------------- \| ------------------------------ \| -------------------------------------------------------------------------------------------------------------- \| \| 20. Dezember 2024 – 2. Januar 2025 2 Wochen \| 2 \| Jul \| Inarrêtable \| – \| \| 3. Januar 2025 – 16. Januar 2025 2 Wochen (insgesamt 12) \| 12 \| Gims \| Le nord se souvient \| – \| \| 17. Januar 2025 – 23. Januar 2025 1 Woche \| 1 \| Rilès \| Survival Mode \| – \| \| 24. Januar 2025 – 6. Februar 2025 2 Wochen \| 2 \| Bad Bunny \| Debí tirar más fotos \| – \| \| 7. Februar 2025 – 13. Februar 2025 1 Woche \| 1 \| The Weeknd \| Hurry Up Tomorrow \| – \| \| 14. Februar 2025 – 20. Februar 2025 1 Woche \| 1 \| Lacrim \| Ripro \| – \| \| 21. Februar 2025 – 13. März 2025 3 Wochen (insgesamt 12) \| 12 \| Gims \| Le nord se souvient: L’odyssée \| Mit 9 Songs war das Album am Jahresanfang top, mit der Verdopplung auf 18 Songs kehrt es an die Spitze zurück. \| \| 14. März 2025 – 20. März 2025 1 Woche \| 1 \| Les Enfoirés \| 2025 au pays des Enfoirés \| – \| \| 21. März 2025 – 27. März 2025 1 Woche \| 1 \| Helena \| Hélé \| – \| \| 28. März 2025 – 3. April 2025 1 Woche \| 1 \| M. Pokora \| Adrénaline \| – \| \| 4. April 2025 – 10. April 2025 1 Woche \| 1 \| Vald \| Pandemonium \| – \| \| 11. April 2025 – 17. April 2025 1 Woche (insgesamt 12) \| 12 \| Gims \| Le nord se souvient: L’odyssée \| – \| \| 18. April 2025 – 1. Mai 2025 2 Wochen (insgesamt 3) \| 3 \| Werenoi \| Diamant noir \| – \| \| 2. Mai 2025 – 22. Mai 2025 3 Wochen (insgesamt 4) \| 4 \| Jul \| D&P à vie \| – \| \| 23. Mai 2025 – 29. Mai 2025 1 Woche (insgesamt 3) \| 3 \| Werenoi \| Diamant noir \| – \| \| 30. Mai 2025 – 5. Juni 2025 1 Woche (insgesamt 4) \| 4 \| Jul \| D&P à vie \| – \| \| 6. Juni 2025 – 26. Juni 2025 3 Wochen \| 3 \| Damso \| Bēyāh \| – \| \| 27. Juni 2025 – 3. Juli 2025 1 Woche \| 1 \| Hamza \| Mania \| – \| \| 4. Juli 2025 – 10. Juli 2025 1 Woche \| 1 \| Djadja & Dinaz \| Terminal 7 \| – \| \| 11. Juli 2025 – 21. August 2025 6 Wochen (insgesamt 12) \| 12 \| Gims \| Le nord se souvient: L’odyssée \| – \| |                                          |                                          |                                          | |
| ← 2024 |                                          |                                          |                                          | |
| Zeitraum | Wo. ges.                                 | Interpret                                | Titel                                    | Zusätzliche Informationen                                                                                      |
| (Zeitraum, Wochen auf Platz eins, Interpret, Titel, zusätzliche Informationen) |                                          |                                          |                                          | |
| 20. Dezember 2024 – 2. Januar 2025 2 Wochen | 2                                        | Jul                                      | Inarrêtable                              | – |
| 3. Januar 2025 – 16. Januar 2025 2 Wochen (insgesamt 12) | 12                                       | Gims                                     | Le nord se souvient                      | – |
| 17. Januar 2025 – 23. Januar 2025 1 Woche | 1                                        | Rilès                                    | Survival Mode                            | – |
| 24. Januar 2025 – 6. Februar 2025 2 Wochen | 2                                        | Bad Bunny                                | Debí tirar más fotos                     | – |
| 7. Februar 2025 – 13. Februar 2025 1 Woche | 1                                        | The Weeknd                               | Hurry Up Tomorrow                        | – |
| 14. Februar 2025 – 20. Februar 2025 1 Woche | 1                                        | Lacrim                                   | Ripro                                    | – |
| 21. Februar 2025 – 13. März 2025 3 Wochen (insgesamt 12) | 12                                       | Gims                                     | Le nord se souvient: L’odyssée           | Mit 9 Songs war das Album am Jahresanfang top, mit der Verdopplung auf 18 Songs kehrt es an die Spitze zurück. |
| 14. März 2025 – 20. März 2025 1 Woche | 1                                        | Les Enfoirés                             | 2025 au pays des Enfoirés                | – |
| 21. März 2025 – 27. März 2025 1 Woche | 1                                        | Helena                                   | Hélé                                     | – |
| 28. März 2025 – 3. April 2025 1 Woche | 1                                        | M. Pokora                                | Adrénaline                               | – |
| 4. April 2025 – 10. April 2025 1 Woche | 1                                        | Vald                                     | Pandemonium                              | – |
| 11. April 2025 – 17. April 2025 1 Woche (insgesamt 12) | 12                                       | Gims                                     | Le nord se souvient: L’odyssée           | – |
| 18. April 2025 – 1. Mai 2025 2 Wochen (insgesamt 3) | 3                                        | Werenoi                                  | Diamant noir                             | – |
| 2. Mai 2025 – 22. Mai 2025 3 Wochen (insgesamt 4) | 4                                        | Jul                                      | D&P à vie                                | – |
| 23. Mai 2025 – 29. Mai 2025 1 Woche (insgesamt 3) | 3                                        | Werenoi                                  | Diamant noir                             | – |
| 30. Mai 2025 – 5. Juni 2025 1 Woche (insgesamt 4) | 4                                        | Jul                                      | D&P à vie                                | – |
| 6. Juni 2025 – 26. Juni 2025 3 Wochen | 3                                        | Damso                                    | Bēyāh                                    | – |
| 27. Juni 2025 – 3. Juli 2025 1 Woche | 1                                        | Hamza                                    | Mania                                    | – |
| 4. Juli 2025 – 10. Juli 2025 1 Woche | 1                                        | Djadja & Dinaz                           | Terminal 7                               | – |
| 11. Juli 2025 – 21. August 2025 6 Wochen (insgesamt 12) | 12                                       | Gims                                     | Le nord se souvient: L’odyssée           | – |